# New Life
New Life – drugi singel grupy Depeche Mode i pierwszy singel grupy promujący album Speak & Spell. Na stronie B singla ukazał się utwór Shout.

## Wydany w krajach
- Australia (7")
- Belgia (CD)
- Brazylia (CD)
- Francja (7", 12", CD)
- Hiszpania (7", 12")
- Niemcy (7", 12", CD)
- Nowa Zelandia (7")
- Portugalia (7")
- Unia Europejska (CD)
- USA (CD)
- (7", 12", CD)

## Informacje
- Nagrano w Blackwing Studios, Londyn (Wielka Brytania)
- Teksty i muzyka Vince Clarke
- Inżynier dźwięku Eric Radcliffe

## WydaniaMute Records
- numer katalogowy: 7 MUTE 014, wydany 13 czerwca 1981, format: 7"
  1. New Life - 3:43
  2. Shout! - 3:44

- numer katalogowy: 12 MUTE 014, wydany 13 czerwca 1981, format: 12"
  1. New Life (Remix) – 3:58
  2. Shout! (Rio Mix)  - 7:31

- numer katalogowy: CD MUTE 014, wydany (reedycja) 25 listopada 1991, format: CD
  1. New Life (Remix) – 3:59
  2. Shout! - 3:46
  3. Shout! (Rio Mix)  - 7:33

## Twórcy
Depeche Mode
- David Gahan – wokale główne
- Martin Gore – syntezator, automat perkusyjny, chórki
- Vince Clarke – syntezator, chórki
- Andrew Fletcher – syntezator, chórki

Dodatkowi muzycy
- Daniel Miller - dodatkowe syntezatory, programowanie, ARP 2600